# Castelviel
Castelviel é uma comuna francesa na região administrativa da Nova Aquitânia, no departamento da Gironda. Estende-se por uma área de 7,92 km². Em 2010 a comuna tinha 230 habitantes (densidade: 29 hab./km²).